# Microkayla
Microkayla is een geslacht van kikkers uit de familie Strabomantidae. Het geslacht behoort tot de onderfamilie Holoadeninae. De groep is voor het eerst wetenschappelijk gepubliceerd in 2017 door De La Riva,Chaparro, Castroviejo-Fisher & Padial.
De soorten zijn oorspronkelijk afkomstig van het geslacht Psychrophrynella. Microkayla komt voor in het zuiden van Peru en in noord- en midden Bolivia op het gebergte Andes op hoogtes van 2500 tot 4000 meter boven het zeeniveau.

## Soorten
Er zijn 25 erkende soorten die behoren tot het Microkayla geslacht:
- Microkayla adenopleura (Aguayo-Vedia & Harvey, 2001)
- Microkayla ankohuma (Padial & De la Riva, 2007)
- Microkayla boettgeri (Lehr, 2006)
- Microkayla chacaltaya (De la Riva, Padial & Cortéz, 2007)
- Microkayla chapi De la Riva, Chaparro, Castroviejo-Fisher & Padial, 2017
- Microkayla chaupi (De la Riva & Aparicio, 2016)
- Microkayla chilina De la Riva, Chaparro, Castroviejo-Fisher & Padial, 2017
- Microkayla colla (De la Riva, Aparicio, Soto & Ríos, 2016)
- Microkayla condoriri (De la Riva, Aguayo & Padial, 2007)
- Microkayla guillei (De la Riva, 2007)
- Microkayla harveyi (Muñoz, Aguayo & De la Riva, 2007)
- Microkayla huayna De la Riva, Cortez & Burrowes, 2017
- Microkayla iani (De la Riva, Reichle & Cortéz, 2007)
- Microkayla iatamasi (Aguayo-Vedia & Harvey, 2001)
- Microkayla illampu (De la Riva, Reichle & Padial, 2007)
- Microkayla illimani (De la Riva & Padial, 2007)
- Microkayla kallawaya (De la Riva & Martínez-Solano, 2007)
- Microkayla katantika (De la Riva & Martínez-Solano, 2007)
- Microkayla kempffi (De la Riva, 1992)
- Microkayla melanocheira (De la Riva, Ríos & Aparicio, 2016)
- Microkayla pinguis (Harvey & Ergueta-Sandoval, 1998)
- Microkayla quimsacruzis (De la Riva, Reichle & Bosch, 2007)
- Microkayla saltator (De la Riva, Reichle & Bosch, 2007)
- Microkayla teqta (De la Riva & Burrowes, 2014)
- Microkayla wettsteini (Parker, 1932)

Bahius ·
Barycholos ·
Bryophryne ·
Euparkerella ·
Holoaden ·
Microkayla ·
Noblella ·
Psychrophrynella ·
Qosqophryne